# Ptujska Cesta
Ptujska Cesta is een plaats in Slovenië en maakt deel uit van de gemeente Gornja Radgona in de NUTS-3-regio Pomurska. De plaats telde 191 inwoners op 1 januari 2020.